# Белоколодезьское сельское поселение
Белоколодезьское се́льское поселе́ние — муниципальное образование в Колпнянском районе Орловской области Российской Федерации.
Административный центр — деревня Белый Колодезь Первый.

## История
Статус и границы сельского поселения установлены Законом Орловской области от 19 ноября 2004 года № 448-ОЗ «О статусе, границах и административных центрах муниципальных образований на территории Колпнянского района Орловской области».

## Население
| 2010  | 2012  | 2013  | 2014  | 2015  | 2016  | 2017  |
| ----- | ----- | ----- | ----- | ----- | ----- | ----- |
| 1264  | ↘1188 | ↘1154 | ↘1093 | ↘1070 | ↘1046 | ↘1026 |
| 2018  | 2019  | 2020  | 2021  | 2023  |       |       |
| ↘1013 | ↘992  | ↘974  | ↘972  | ↘945  |       |       |

## Состав сельского поселения
| №  | Населённый пункт         | Тип населённого пункта          | Население |
| -- | ------------------------ | ------------------------------- | --------- |
| 1  | Белое                    | деревня                         | 4         |
| 2  | Белый                    | хутор                           | 24        |
| 3  | Белый Колодезь Второй    | деревня                         | ↘76       |
| 4  | Белый Колодезь Первый    | деревня, административный центр | ↘389      |
| 5  | Букреевка                | деревня                         | 7         |
| 6  | Дубовое                  | деревня                         | 35        |
| 7  | Зелёная Роща             | посёлок                         | 0         |
| 8  | Королёвка                | деревня                         | 0         |
| 9  | Красногорье              | деревня                         | ↘63       |
| 10 | Крутое                   | деревня                         | 56        |
| 11 | Моховое                  | деревня                         | 10        |
| 12 | Никольское               | деревня                         | 39        |
| 13 | Новосёлки                | деревня                         | 0         |
| 14 | Острики                  | деревня                         | 0         |
| 15 | Поляковочка              | деревня                         | 5         |
| 16 | Посёлок имени Ворошилова | посёлок                         | 7         |
| 17 | Просека                  | деревня                         | ↘99       |
| 18 | Спасское Второе          | деревня                         | ↘97       |
| 19 | Спасское Первое          | село                            | 53        |
| 20 | Юрьево                   | деревня                         | 5         |
| 21 | Яковка                   | село                            | ↘295      |